# آية خفاجة
آية خفاجة (13 اغسطس 1994 -)، هي مغنية مصرية.

## حياتها الفنية
هي مطربة بالموسيقى العربية ببورسعيد وفي تانية جامعة خدمة اجتماعية بورسعيد قدمت في ارب ايدول 
```
[
3
]
[
4
]
```

سنه 2014 واتقبلت وكملت معاهم لمرحلة نص النهائيات بعدها خرجت وعملت أول اغاني منفردة لها كانت دقيت بابي من كلمات رمضان محمد وتوزيع محمود صبري بعدها عملت كوڤر ل عمرو دياب اسمه الومك ليه  وحقق ملايين من المشاهدات علي مواقع التواصل الاجتماعي بعد نجحها لي كوڤر أغنية الومك ليه للمطرب عمرو دياب قامت بعمل كوڤر للمطربه انغام والمطربه شيرين وبعد نجاح الكوڤرات التي عملت بها مع باقه من المطربين قامت بعمل أول فيديو كليب لاغنيه وطنيه من كلمات نصر الجيل الحان احمد محي والمحلن الكويتي محمد العطار بعد نجاح كبير لكليب الاغنيه الوطنية  قامت بعمل أول أغنية دراما باسم سيد سيدك وكذلك حققت العديد من المشاهدات علي موقع التواصل الاجتماعي.

## اغاني منفردة
- يمكن تچنن
- الفرحة في ارضنا
- سيد سيدك [8]
- فكر في غيرى
- ضاقت قلبي
- حلوة اوي [9]